# Бальцан (футбольний клуб)
ФК «Бальцан» (англ. Balzan Football Club) — професіональний мальтійський футбольний клуб з однойменного міста.

## Історія
Заснований в 1935 році в місті Хамрун, в Прем'єр-лізі Мальти дебютував у сезоні 2003/04 років, але не закріпився в ньому й відразу ж вилетів до другого дивізіону. В сезоні 2010/11 років знову став переможцем Першого дивізіону та повернувся до Прем'єр-ліги та посіла 6-те місце. В сезоні 2014/15 років в національному чемпіонаті посів 4-те місце, завдяки чому вперше в своїй історії отримав можливість виступати в єврокубках. В сезоні 2015/16 років дебютував у Лізі Європи. Найкращим же досягненням «Бальцану» в національному кубку став вихід до 1/4 фіналу турніру в сезоні 2009/10 років. 
Також відомий своєю міні-футбольною командою, яка є однією з найкращих на Мальті.

## Досягнення
- Прем'єр-ліга
  -  Срібний призер (2): 2016/17, 2017/18

- Перша ліга
  -  Чемпіон (1): 2010/11
  -  Срібний призер (1): 2002/03

- Друга ліга
  -  Чемпіон (1): 1999/00

- Кубок
  - Володар (1): 2018/19

## Статистика виступів у єврокубках
| Сезон   | Турнір      | Раунд | Клуб          | Вдома | На виїзді | Загалом |
| ------- | ----------- | ----- | ------------- | ----- | --------- | ------- |
| 2015/16 | Ліга Європи | 1 КР  | Желєзнічар    | 0–2   | 0–1       | 0–3     |
| 2016/17 | Ліга Європи | 1 КР  | Нефтчі (Баку) | 0–2   | 2–1       | 2–3     |
| 2017/18 | Ліга Європи | 1 КР  | Відеотон      | 0–2   | 3–3       | 3–5     |

## Відомі гравці

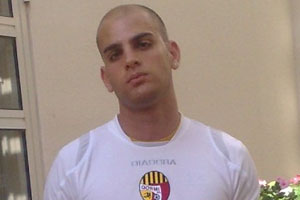
Шоун Теллус

| - Рамдан Бумара - Нермін Генкік - Аяді Модер - Драгомир Драганов - Ніколай Філіпов - Борис Ілієв - Красимір Монолов - Стоян Сіменов - Станімір Станєв - Іван Вассілєв | - Том Марич - Ярослав Маркс - Мофта Абукліха - Невілл Арпа - Стефен Аззопарді - Ернест Беррі - Девід Каработт - Марк Марлоу - Алекс Мускат | - Шоун Теллус - Іван Замміт - Кріс Брайт - Ентоні Івіпаркер - Желько Анчич - Небойша Янкович - Звонимир Неделькович - Мілян Релич - Дарко Стрініша |  |  |